# Sarmatische Glockenblume
Die Sarmatische Glockenblume (Campanula sarmatica) ist eine Pflanzenart aus der Gattung der Glockenblumen (Campanula) innerhalb der Familie der Glockenblumengewächse (Campanulaceae). 

## Beschreibung

### Vegetative Merkmale
Die Sarmatische Glockenblume ist eine ausdauernde krautige Pflanze und erreicht Wuchshöhen von bis zu 50 Zentimetern. Die reich verzweigte Pflanze verzweigt sich grundständig, die Stängel sind leicht verholzt.
Die grundständigen Laubblätter sind länglich und lang gestielt, der Blattrand ist deutlich gezähnt. Die weiter oben am Stängel ansetzenden Laubblätter sind sitzend (also nicht gestielt) und lanzettlich. Alle Laubblätter sind behaart.

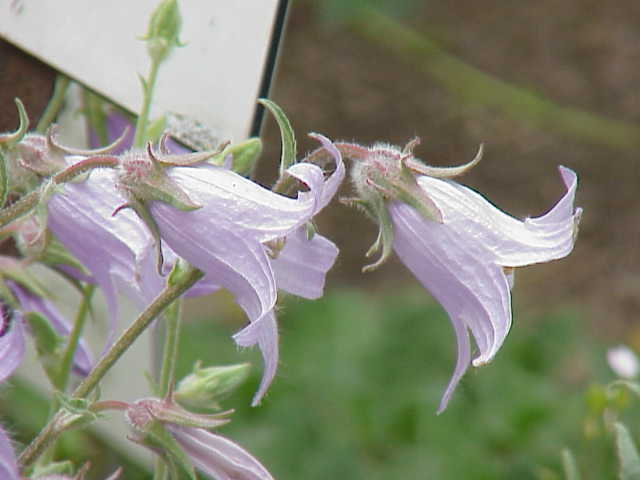
Fünfzählige, glockenförmige Blüten von der Seite

### Generative Merkmale
Die Blütezeit reicht von Juni bis August. Die Blüten befinden sich in lockeren traubigen Blütenständen. Die unteren Blüten sind deutlich gestielt, die oberen fast sitzend. Die Blüten neigen sich zudem oft zu einer Seite und nach unten.
Die zwittrigen Blüten sind radiärsymmetrisch und fünfzählig mit doppelter Blütenhülle. Die fünf Kelchblätter sind dreieckig-lanzettlich mit spitzem oberen Ende und der Kelch hat kleine, zähnchenartige Anhängsel. Die fünf Kronblätter sind zu einer Krone mit einem Durchmesser von etwa 3 Zentimetern verwachsen. Die Blütenkrone ist blass violett, manchmal sehr blass und beinahe weiß, am Rand auffällig dicht behaart. 

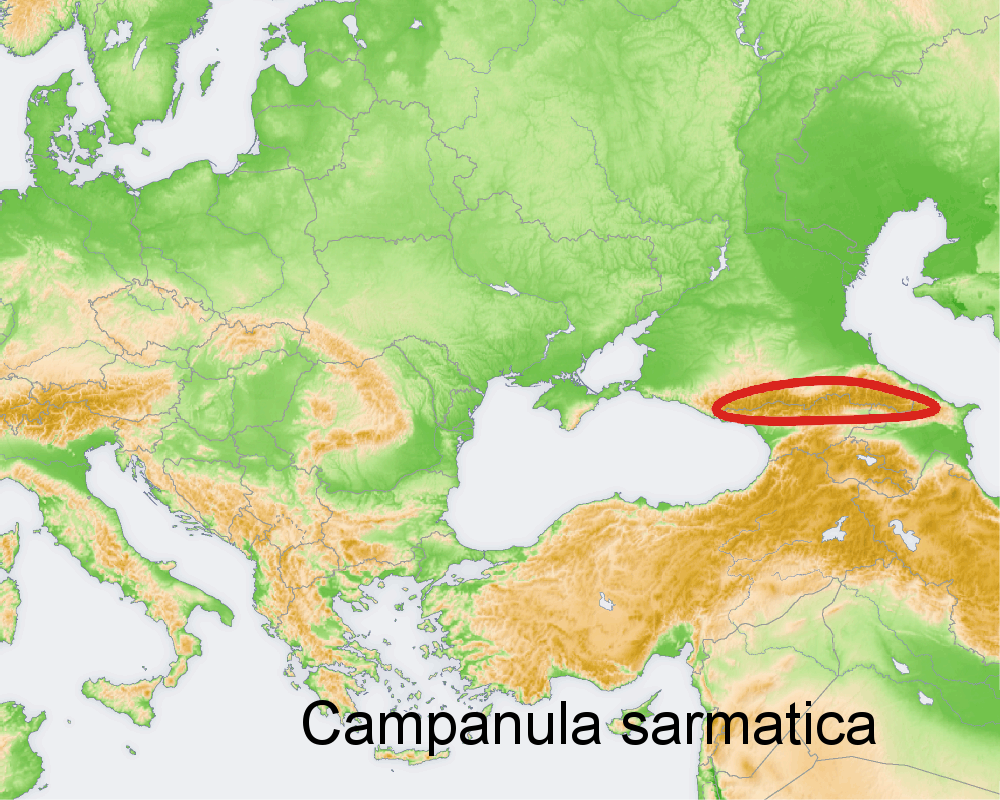
Verbreitungsgebiet

## Systematik und Verbreitung
Die Erstbeschreibung von Campanula sarmatica erfolgte 1817 durch John Bellenden Ker Gawler in Botanical Register; consisting of coloured ..., Tafel 237.
Die Sarmatische Glockenblume kommt ausschließlich im Kaukasusraum vor. Man findet sie im nördlichen Kaukasusraum und in Transkaukasien, dort in Georgien und in Aserbaidschan. 
Seit 1995 gibt es vier Unterarten:
- Campanula sarmatica subsp. calcarea (Albov) Ogan. (Syn.: Campanula calcarea (Albov) Kharadze): Sie kommt in Transkaukasien vor.[2][3]
- Campanula sarmatica subsp. ramosissima (Sommier & Levier) Ogan. (Syn.: Campanula sommieri Kharadze): Sie kommt im nordwestlichen Kaukasusraum vor.[2][3]
- Campanula sarmatica Ker Gawl. subsp. sarmatica (Syn.: Campanula siegizmundii Fed.): Sie kommt im Kaukasusraum vor.[2][3]
- Campanula sarmatica subsp. woronowii (Kharadze) Ogan. (Syn.: Campanula woronovii Kharadze): Sie kommt im nordwestlichen Kaukasusraum vor.[2][3]